# MF "Fjordgar"
 Der er for få eller ingen kildehenvisninger i denne artikel, hvilket er et problem. Du kan hjælpe ved at angive troværdige kilder til de påstande, som fremføres i artiklen.

MF Fjordgar (tidligere MF Torulf) er en norsk bilfærge bygget i 1967. Indtil 31. december 2011 betjente færgen færgeforbindelsen Klokkarvik-Lerøy-Bjelkarøy-Hjellestad i Sund kommune i Hordaland fylke. Færgen ejes nu af Havskyss AS og ligger vid kaj i Florø, Sogn og Fjordane, Norge.
Færgen blev oprindelig bygget til strækningen mellem Ulsteinvik, Torvik og Runde. Den afløste en færge med samme navn
I 1990 blev færgen omdøbt til MF Fjordgar. Fra 1990 til 31 December 2012 trafikerede færgen ruten Hjellestad-Bjelkarøy-Lerøy-Klokkarvik
| Skib | Spire Denne artikel om skibe eller både er en spire som bør udbygges. Du er velkommen til at hjælpe Wikipedia ved at udvide den. |